# 七曜海山列
七曜海山列（しちようかいざんれつ）とは、伊豆・小笠原・マリアナ弧の孀婦岩から西之島間、七島・硫黄島海嶺の頂部に相当する尾根に存在する7つの海山。孀婦岩の南から、西之島の北をN10°Wの走向で分布し、平行する形で地溝が発達する。北から日曜海山、月曜海山と続き、最南端は土曜海山となっている。頂部水深が最も浅いのは土曜海山で371 m、最も深いのが水曜海山で860 m。火山フロント上にあることからいずれの海山も第四紀火山と推定されるが、詳細な火山活動史は不明である。水曜海山と木曜海山、土曜海山の山頂周辺では熱水の噴出が確認されている。
水曜海山や木曜海山の熱水域ではシチヨウシンカイヒバリガイやトゲオオハラエビなどが確認されており、これらを含む海域は「相模トラフ・南部海山」の一部として、生物多様性の観点から重要度の高い海域に選定されている。

## 各海山について

### 日曜海山
孀婦岩の南約30 km北緯29度28分 東経140度21分 / 北緯29.467度 東経140.350度に山頂を持つ火山体。最浅水深は827 m。全体的に南北に長い台地状をなしており、北北西-南南東走向の地塁や断層崖が発達する。頂部は幅2km以上の地溝が形成されており、元々の火山地形は失われていると推定される。この海山からは、両輝石安山岩が採取されている。

### 月曜海山
日曜海山の南約20 km北緯29度18分 東経140度28分 / 北緯29.300度 東経140.467度に山頂を持つ単一円錐形の火山体。最浅水深は530 m。地溝内に山体を持ち、比高は3,100 m以上、底面の直径は20 km以上である。山頂はやや丸みを帯び、火口らしき地形は見当たらない。水深900 m以深は、それ以浅と比べると開析が発達している。この海山からも両輝石安山岩が採取されている。

### 火曜海山
月曜海山の南約30 km北緯29度03分 東経140度33分 / 北緯29.050度 東経140.550度に北東-南西方向に長軸を持つ2つの円錐型主火山体と、それに付随するいくつかの小型の火山からなる。地溝内の中央に山体を持ち、比高は約2,700 m、底面の直径は20 km以上である。2つの主火山体の内、最も大きな北東峰は、水深600 mの尖った単一の山頂からなる。山頂の南側には火口または崩壊の跡と考えられる馬蹄形の谷地形が認められる。南西峰はこの谷の西側に接している。山頂は水深880 mで、こちらも頂が尖っている。この海山からは含橄欖石安山岩が採取されている。
火曜海山と水曜海山の間には火曜南凹地が存在し、顕著な地溝が形成されている。

### 水曜海山
火曜海山の南南東約50 km北緯28度36分 東経140度38分 / 北緯28.600度 東経140.633度に東西方向に長軸を持つ2つの円錐型火山体。小笠原トラフからの比高約1,500 mの南北に延びる古い火山体の上に、比高約1,900 mの西峰と、その東約10 kmに比高1,500 mの東峰が乗っている。最浅水深は西峰が860 m、東峰が1,310 m。西峰は円錐形に近い形状を呈し、東峰は西峰に比べてその裾に谷地形の発達した複雑型を呈している。
西峰の頂部には長径1.5 km、深さ500 mのいびつなカルデラが認められる。また、カルデラの北東側斜面には馬蹄形の浅くて幅のある谷があり、かつて山頂部の北東斜面が崩壊したことを示している。カルデラ内の北東部は、大部分が節理が発達したデイサイト質溶岩で、かつてここには溶岩ドームが存在していたと推定される。これらの地形の切り合いの関係から、円錐型火山体の形成→カルデラ形成→北東山麓の崩壊→溶岩ドームの形成→新火口の形成、という地史が読み取れる。西峰の周辺からは、玄武岩質、普通輝石安山岩質、デイサイト質の溶岩や軽石が採取されている。
また、西峰カルデラ内には活発な熱水活動が発達しており、その噴出温度は300℃前後と高温である。この活動に伴ってチムニーなど海底熱水鉱床が形成中なほか、海底熱水系生物群集が形成されている。
水曜海山から西約30 kmにあるS-1海山にかけて、東西方向性を呈する比高約600 mの海丘列が存在している。

### 木曜海山
水曜海山の南南西約30 km北緯28度19分 東経140度34分 / 北緯28.317度 東経140.567度に山頂を持つ火山体。最浅水深は819 m。小笠原トラフからの比高は3,000 m以上、底面の直径は70 km以下で、七曜海山列中最大の山体を持つ。東山麓の水曜海山と金曜海山を結んだ直線上に円錐型海丘が存在する。
山頂付近には直径3×2.3 km、深さ450 mのカルデラが存在しており、山頂は外輪山の北東部に位置している。また、外輪山は北半分で二重になっている。カルデラ内には比高180 mの中央火口丘と、これの北半分を破壊する形で直径1×0.5 kmの火口が存在している。これらの地形の切り合いの関係から、円錐型火山体の形成→2回のカルデラ形成→中央火口丘の形成→カルデラ内の火口形成、という発達過程が推定される。木曜海山からはカンラン石玄武岩や、普通輝石玄武岩が採取されているほか、カンラン石単斜輝石玄武岩質枕状溶岩が得られている。
カルデラ内には熱水活動が認められており、その噴出温度は最高40℃程度となっている。この活動に伴って、海底熱水系生物群集が形成されている。

### 金曜海山
木曜海山の南東約35 km北緯28度03分 東経140度46分 / 北緯28.050度 東経140.767度付近に2つの頂部を持つ火山体。全体の比高は約2,000 mで、頂部は約5 km離れて北東峰と南西峰に分けられる。
北東峰の頂部は、最浅水深718 mのピークをはじめ3つ以上の小さなピークからなり、南西峰より複雑な地形を有す。これらのピークの東側に接して二つの小さな火口が東西方向に並んで形成されている。南東麓の水深1,050 - 2,500 m付近に長さ5 km・幅1の谷状凹地がある。
南西峰は形の整った円錐形であり，その頂部の水深は644 mである。山頂のすぐ南に深さ220 m, 幅600 mの南へ開いた火口が認められる。また、南開きのU字地形が水深1,200 m以浅に認められる。
北東峰及び南西峰周辺から新鮮な玄武岩質安山岩が採取されており、いずれも年代は10万年前よりも若いと示唆される。
金曜海山と土曜海山の中間付近に小型の円錐型火山体が存在している。

### 土曜海山
西之島の北約50 km北緯27度41分 東経140度48分 / 北緯27.683度 東経140.800度に山頂を持つ円錐形の火山体。最浅水深は371 m。小笠原トラフからの比高は3,700 m以上、底面の直径は40 km以下である。山頂から北東にかけて長さ10 km以上, 幅3 km
の馬蹄形カルデラがある。さらにこのカルデラ内を入れ籠状に、長さ約3.5 km, 幅約1.5 kmの馬蹄形カルデラも認められる。この大小二つの馬蹄形カルデラは山体崩壊によって形成されたと考えられ、下流には水中岩屑流堆積物からなると推定される流れ山地形と、音波散乱層が小笠原トラフで確認されている。
馬蹄形カルデラの谷頭部付近には比高200m, 直径500 mの溶岩ドームが突出している。この溶岩ドーム周辺では、きわめて新鮮な玄武岩質溶岩・スコリアが採取されており、弱い熱水活動が数ヶ所で確認されている。